# 47 Eridani
47 Eridani, eller DV Eridani, är en halvregelbunden variabel (SR) i stjärnbilden Eridanus. 
Stjärnan varierar mellan visuell magnitud +5,1 och 5,13 utan någon fastställd periodicitet. Den befinner sig på ett avstånd av ungefär 995 ljusår.